# Hervey de Keith
Hervey de Keith (auch Herveus oder Herbert; * vor 1140; † zwischen 1196 und 1199) war ein schottischer Adliger, erster dokumentierter Marschall von Schottland und Stammvater des Clan Keith.
Sein Herkunftsname bezieht sich auf die Barony of Keith in East Lothian, deren nordöstlichen Teil er unter König David I. zum Besitz erhalten hatte. Den südwestlichen Teil besaß Simon Fraser (Clan Fraser). Nachdem Fraser 1160 die Kirche von Keith und deren Einkünfte der Abtei von Kelso übertragen hatte, ließ Hervey auf seinem Land eine eigene Kapelle erbauen, die der Abtei von Kelso abgabenpflichtig war. Später kam es zwischen Keith und der Abtei zum Streit über die Höhe dieser Abgaben. Um 1176 wurde unter Vorsitz der päpstlichen Vermittler Bischof Jocelin von Glasgow, und Osbert, Prior von Paisley, schließlich eine Einigung beurkundet. In dieser Urkunde wird Hervey de Keith erstmals Marescall Regis Scocie („Marschall des Königs von Schottland“) genannt, hatte also das königliche Hofamt des Marschalls inne. Ab 1178 ist er im Amt des Marschalls als Zeuge in einigen Urkunden König Wilhelms I. belegt.
Es erscheint unsicher, ob es sich bei seiner Gattin tatsächlich um Margaret, Tochter des William, Laird of Douglas († um 1214) vom Clan Douglas handelte. Mit seiner Gattin hatte Keith einen Sohn, Malcolm de Keith, der als Zeuge in Urkunden von 1178 und 1220 genannt wird, aber offenbar nicht das Amt des Marschalls innehatte. Stattdessen wurde das Amt von dessen beiden Söhnen Philip de Keith († um 1225) und David de Keith († nach 1225) gemeinsam wahrgenommen.